# Forêt de Lamotte-Beuvron
La forêt de Lamotte-Beuvron est une forêt domaniale française située sur le territoire de cinq communes des départements de Loir-et-Cher et du Loiret (région Centre-Val de Loire) dans la région naturelle de Sologne.

## Géographie
La forêt, d'une superficie de 2 000 hectares, s'étend sur le territoire de cinq communes solognotes : Vouzon (pour sa plus grande partie), Chaumont-sur-Tharonne, Souvigny-en-Sologne et Lamotte-Beuvron dans l'est du Loir-et-Cher,  Sennely dans le sud du Loiret.
Elle est traversée par la route nationale 20 et les routes départementales 125, 129 et 153. Elle est longée, à l'ouest, par l'autoroute A71 et la ligne ferroviaire Paris - Toulouse.

## Histoire
La forêt est issue du boisement de domaines acquis par Napoléon III au milieu du XIXe siècle (ancienne seigneurie de Vouzon-Lamotte du XVIIIe siècle et domaine de la Grillière).

## Description
La forêt est composée à 60 % de feuillus (chênes, châtaigniers, bouleaux) et à 35 % de résineux (pins sylvestres et maritimes). Les 5 % du territoire restant sont occupés par des étangs (Villory, des Landes, de la Busonnière, Neuf, du Saussay, des Bates, Batardeau, Pillardière...), des landes et des cultures à gibiers.
La forêt de Lamotte-Beuvron est située dans la zone dite de Sologne inscrite au réseau Natura 2000 ; elle héberge également une zone naturelle d'intérêt écologique, faunistique et floristique de type 2.